# Прокопенко Омелян Григорович
Омеля́н Григо́рович Прокопе́нко (1890 , Парасковіївка, Костянтиноградський повіт, Полтавська губернія, Російська імперія  — 1945 , Полтава, Полтавська область, Українська РСР, СРСР ) — український радянський діяч, голова виконавчого комітету Київської районной ради депутатів трудящих міста Полтава. Депутат Верховної Ради УРСР 1-го скликання (1938–1945).

## Біографія
Народився 1890 року в селянській родині в селі Парасковіївка, тепер Коломацьке, Полтавський район, Полтавська область, Україна. У 1900 році помер батько.
З 1900 по 1907 рік наймитував у заможних селян, працював молотобійцем в кузні економії поміщика Трепке на Полтавщині. У 1907–1911 роках — саночник на Голубівському руднику, слюсар майстерень Голубівського рудника на Донбасі.
У 1911–1918 роках — у російській імператорській армії, учасник Першої світової війни. У січні 1918 року повернувся до рідного села Парасковіївки на Полтавщині, де вступив до червоногвардійського загону.
З 1918 року служив у Червоній армії. Був начальником зв'язку 1-ї харківської батареї при 1-му комуністичному загоні, начальником зв'язку 1-ї комуністичної дивізії. Воював на Царицинському фронті.
У травні 1920 демобілізувався з Червоної армії, повернувся до села Парасковіївки, де три роки працював на прокатному пункті. Потім два роки був машиністом на млинах.
У 1925–1929 роках — бригадир-слюсар заводу «Метал». У 1929–1934 роках — монтер тракторної бази у місті Луганську, начальник майстерні «на одному будівництві».
З 1934 року — майстер ремонтно-механічного цеху Полтавського машинобудівного заводу. Навчався в школі соціалістичних майстрів, був слухачем заводської партійної школи.
26 червня 1938 року обраний депутатом Верховної Ради УРСР 1-го скликання по Глобинській виборчій окрузі № 173 Полтавської області.
Член ВКП(б) з 1938 року.
З 1944 року— голова виконавчого комітету Київської районної ради депутатів трудящих міста Полтава. Помер 1945 року.